# Andrew Hill

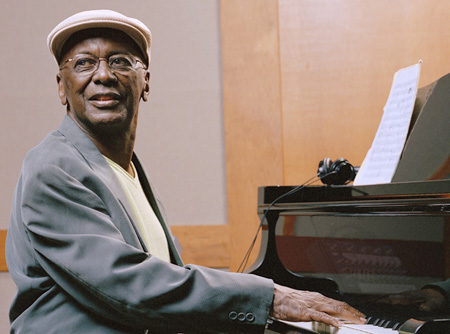
Andrew Hill

Andrew Hill (* 30. Juni 1931 in Chicago, Illinois; † 20. April 2007 in Jersey City, New Jersey) war ein US-amerikanischer Jazzpianist und -komponist.

## Biografie
Hill begann mit sieben Jahren Akkordeon zu spielen, mit zehn Jahren brachte er sich selbst das Klavierspiel bei. Klavierunterricht hatte er dann mit dreizehn Jahren und erhielt auch Kompositionsunterricht bei Paul Hindemith. Er trat 1952 mit Charlie Parker, Miles Davis und Johnny Griffin auf. 1956 nahm er mit der Doo-Wop-Gruppe De'bonairs für das kurzlebige Label Ping Records auf; 1961 war er Begleiter von Dinah Washington in New York, und 1962 arbeitete er mit Roland Kirk in Los Angeles. Bei Blue Note Records debütierte
er 1963 als Pianist in Joe Hendersons Album Our Thing. Auf demselben Label veröffentlichte er in den 1960er Jahren eine Reihe heute als klassisch geltender Aufnahmen unter eigenem Namen. Maßgeblichen Anteil hatte er auch an Bobby Hutchersons Album Dialogue 1965. Er hatte mit seiner rhythmisch komplizierten und harmonisch ungewöhnlichen Musik, die dem breiten Publikum nur schwer zugänglich war, jedoch nur bescheidenen kommerziellen Erfolg. Stilistisch war er zwar im Hard Bop verwurzelt, entwickelte seine Musik aber in Richtung Avantgarde und Free Jazz.
Seit den 1970er Jahren wirkte er überwiegend als Lehrer. Er lebte von 1977 bis 1989 in Kalifornien, wo er u. a. in öffentlichen Schulen und Gefängnissen unterrichtete. Er lehrte in Oregon an der Portland State University und gab Workshops an der Wesleyan University, der University of Michigan, der University of Toronto, der Harvard University und am Bennington College. Er veröffentlichte aber auch weiterhin Aufnahmen.
1998 gründete er das Point of Departure Sextet, außerdem arbeitete er im Trio mit dem Bassisten Scott Colley und dem Schlagzeuger Nasheet Waits. 2006 veröffentlichte Hill mit Time Lines sein letztes und viel beachtetes Album. Damit kehrte er zu Blue Note Records zurück, der Plattenfirma, mit der er seine größten Erfolge hatte.
Hill starb an Lungenkrebs, der bei ihm drei Jahre vor seinem Tod diagnostiziert worden war.

## Auszeichnungen
- 1997 wurde er von der Jazz Foundation of America für sein Lebenswerk ausgezeichnet.
- Die Jazz Journalist Association benannte ihn als Jazzkomponisten des Jahres 1997.
- Er erhielt den Preis der Doris Duke Foundation für Jazzkomponisten.
- 2003: Jazzpar-Preis, die höchstdotierte internationale Ehrung im Jazz
- 2008: NEA Jazz Masters Fellowship

## Diskografie
- So in Love with the Sound of Andrew Hill mit Malachi Favors und James Slaughter, 1955
- Johnny Hartman & the Andrew Hill Trio 1961 Live
- Black Fire mit Joe Henderson, Richard Davis und Roy Haynes, 1963
- Smokestack mit Richard Davis, Eddie Khan und Roy Haynes, 1963
- Judgment!, mit Richard Davis, Elvin Jones und Bobby Hutcherson, 1964
- Point of Departure mit Kenny Dorham, Eric Dolphy, Joe Henderson, Richard Davis und Tony Williams, 1964
- Andrew!!! mit John Gilmore, Bobby Hutcherson, Richard Davis und Joe Chambers, 1964
- Cosmos, mit Ron Carter, Joe Chambers, Richard Davis, Joe Henderson, Bennie Maupin, Ben Riley, Freddie Hubbard und Pat Patrick
- One for One, mit Joe Henderson, Freddie Hubbard, Richard Davis, Joe Chambers, Bennie Maupin, Ron Carter, Paul Motian, Mickey Roker, Pat Patrick, Charles Tolliver und Ben Riley, 1965, 1969, 1970
- Compulsion, mit Freddie Hubbard, John Gilmore, Cecil McBee, Joe Chambers, Nedi Qamar und Renaud Simmons, 1965
- Grass Roots, mit Lee Morgan, Booker Ervin, Ron Carter und Freddie Waits, 1968
- Dance with Death, mit Joe Farrell, Charles Tolliver, Victor Sproles und Billy Higgins, 1968
- Lift Every Voice, mit Woody Shaw, Carlos Garnett, Richard Davis und Freddie Waits, 1969
- Invitation, mit Chris White und Art Lewis, 1974
- Blue Black, mit Jimmy Vass, Chris White und Leroy Williams, 1975
- Homage, 1975
- Divine Revelation, mit Jimmy Vass, Chris White und Leroy Williams, 1975
- Live at Montreux, 1975
- Nefertiti, mit Richard Davis und Roger Blank, 1976
- From California with Love, 1978
- Faces of Hope, 1980
- Strange Serenade, mit Alan Silva und Freddie Waits, 1980
- Verona Rag, 1986
- Shades, mit Clifford Jordan, Rufus Reid und Ben Riley, 1986
- Eternal Spirit, mit Bobby Hutcherson, Greg Osby, Rufus Reid und Ben Riley, 1989
- But Not Farewell, mit Greg Osby, Robin Eubanks, Lonnie Plaxico und Cecil Brooks III, 1990
- Earth Prayer, mit Russell Baba, Dan Sholute und Akbar DePriest, 1992
- Dusk, mit Greg Tardy, Ron Horton, Billy Drummond und Marty Ehrlich, 2000
- Les Trinitaires, 2001
- Lift Every Voice, 2001
- A Beautiful Day, 2002
- Passing Ships, 1969/2003
- Time Lines, mit Charles Tolliver, Greg Tardy, John Hébert und Eric McPherson, 2006

## Sammlungen
- The Complete Blue Note Andrew Hill Sessions (1963–66) – (Mosaic 1995) – 10 LPs oder 7 CDs[4] mit Joe Henderson, Richard Davis, Roy Haynes, Eddie Khan, Bobby Hutcherson, Elvin Jones, Kenny Dorham,  Eric Dolphy, Tony Williams, John Gilmore, Joe Chambers, Freddie Hubbard, Cecil McBee, Nadi Quamar perc, Sam Rivers, Walter Booker, J. C. Moses

### Nachruf
- Ben Ratliff: Andrew Hill, 75, Jazz Artist Known for His Daring Style, Dies, The New York Times vom 21. April 2007 (englisch)

### Musikbeispiele
- Andrew Hill: Illusion auf YouTube
- Andrew Hill: Passing Ships auf YouTube
- Andrew Hill: Noon Tide auf YouTube